# Prokuplje
Prokuplje (în sârbă Прокупље, pronunție în sârbă [prǒkupʎe]) este un oraș și centrul administrativ al districtului Toplica din sudul Serbiei. Conform recensământului din 2011, zona urbană a orașului a avut o populație de 27.333 locuitori, în timp ce zona administrativă (comuna Prokuplje) a avut 44.419 locuitori. 
Prokuplje este unul dintre siturile arheologice romane din Serbia. Sub numele „Ürgüp”, din 1448 a fost centrul unei diviziuni administrative otomane kaza, partea a sangeaculului Niš în timpul stăpânirii otomane și a fost ulterior încorporat în Regatul Serbiei în 1878.

## Istorie
Urmele unor așezări timpurii pot fi găsite în localități neolitice precum Macina (lângă Zitni Potok), Kavolak la 6 kilometri (4 mi) vest de Prokuplje (satul Donja Trnava ) și în așezările de pe versanții sudici ai munților Jastrebac în satul Donja Bresnica. Perioada Vinca s-a păstrat în localitatea Plocnik (la 22 kilometri (14 mi) de Prokuplje), pe partea stângă a drumului de la Prokuplje spre Kursumlija. Cea mai timpurie lucrare din metal din lume a fost găsită la Pločnik în 2007, datând din 5500 î.Hr., făcând epoca cuprului cu câteva secole mai veche decât se credea anterior. Aceste așezări agricole au fost înlocuite de cele ale tracilor emergenți și apoi de ale invadatorilor scordisci celtici în 279 î.Hr. Bucăți de ceramică găsite de biserica latină sunt urme ale mișcărilor triburilor în drumul lor spre Grecia. 
Între 73-75 î.Hr., după ce romanii au subjugat triburile regiunii, această parte a Serbiei a devenit o parte a provinciei romane Moesia. A făcut parte din „via militaris” de la Niš, drumul romană care a conectat Balcanii centrali cu Adriatica. În aceea perioadă orașul a fost cunoscut sub numele de Hammeum sau Hameo; primul nume cunoscut al așezării. La sfârșitul secolului al IV-lea d.Hr., când a fost împărțit imperiul roman, toate așezările din regiunea Toplica au aparținut Imperiului Roman de Răsărit. Numele locului era Komplos sau Komblos (sat-oraș). Unii istorici au crezut că acest Komplos a fost reconstruit de împăratul Iustinian I (cel Mare).

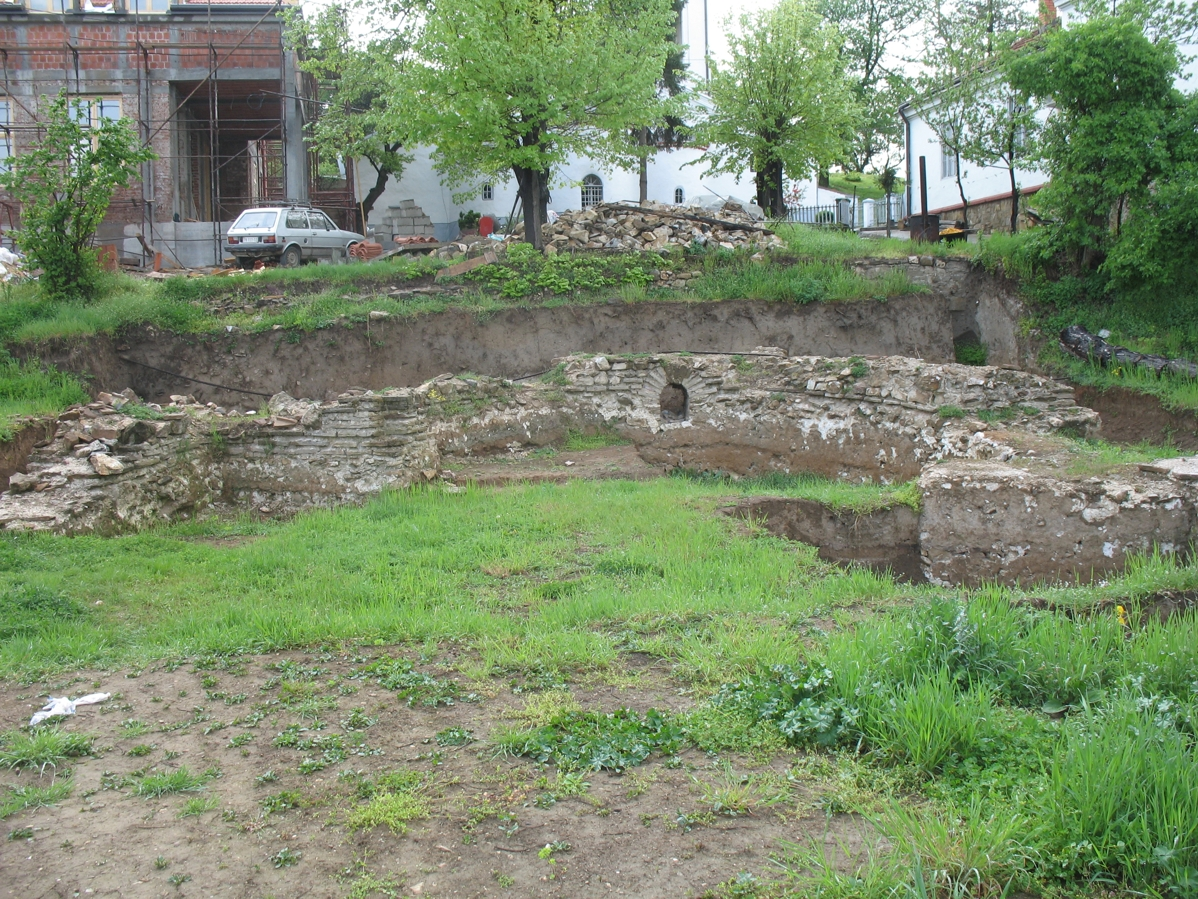
Urmele Băilor Romane din Prokuplje
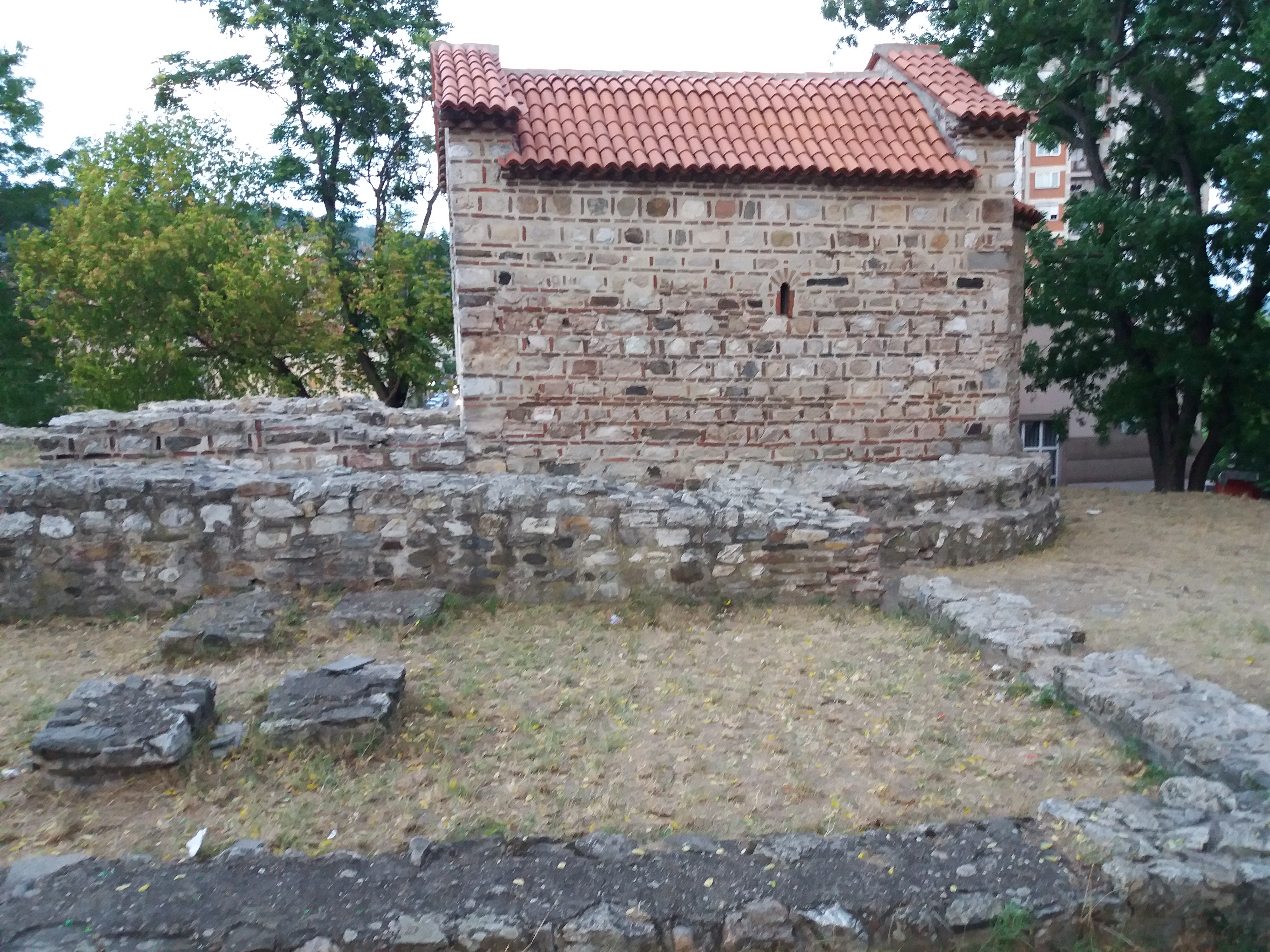
Biserica latină
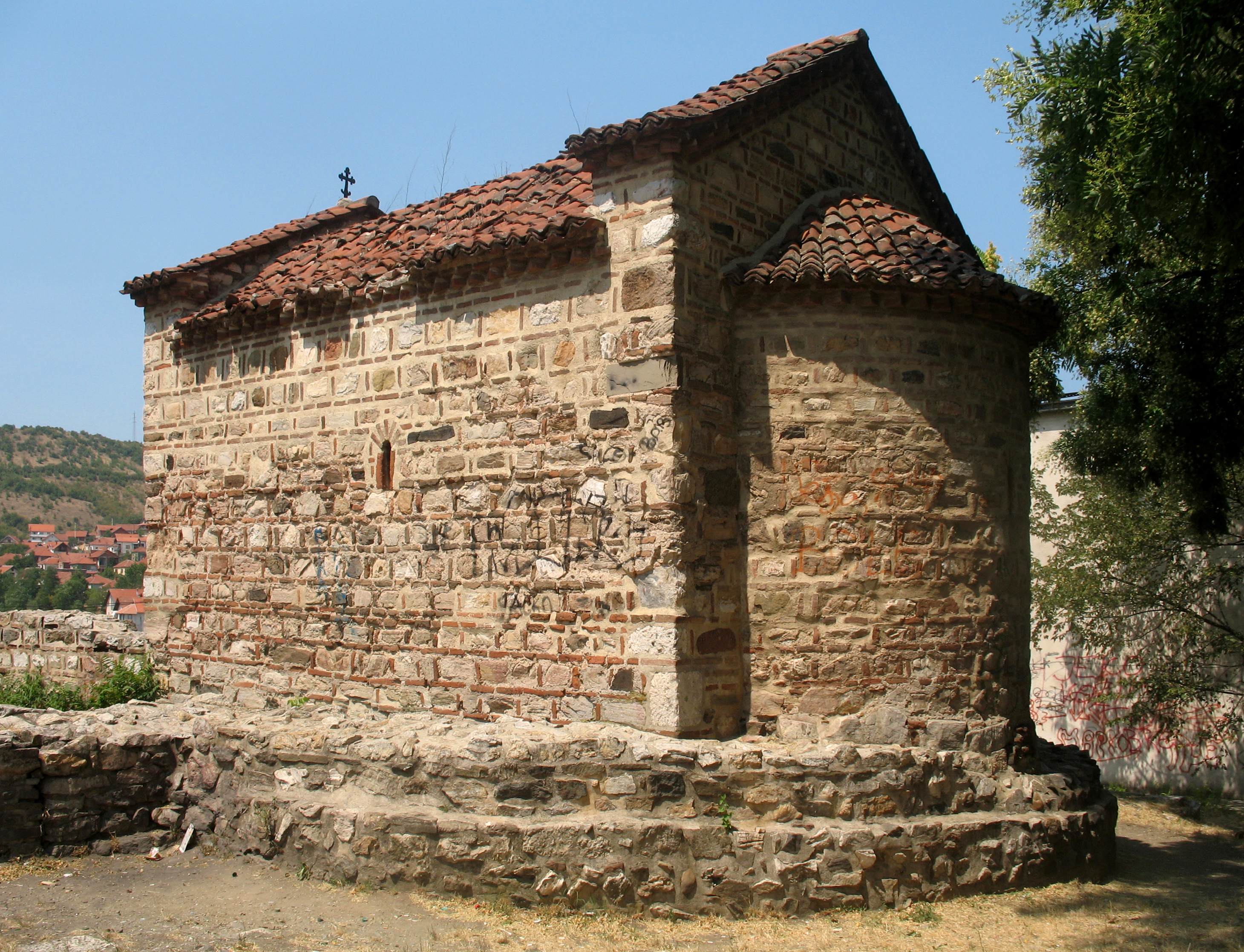
Biserica latină

Atunci când triburile slave de sud s-au stabilit pentru prima dată în această zonă în secolul al VI-lea, Komplos a fost redenumit ca Prokuplje în slavă. 
Primul document scris despre orașul de astăzi este din 1395 d.Hr., când Ducesa Milica a dat cadou două case și unele obiecte din oraș considerate ale Sfântului Prokopius către Mănăstirea Sf. Panteleimon aflată pe Sfântul Muntele Athos din Grecia modernă. Numele de astăzi al orașului Prokuplje a fost folosit prima dată după aducerea moaștelor Sf. Prokopius de la Niš în anul 1396 d.Hr. 
În Evul Mediu timpuriu, în timpul domniei lui Ștefan Nemanja, Prokuplje nu este menționat în niciun document scris.  
În secolul al VII-lea și în timpul Evului Mediu, slavii care s-au stabilit acolo au devenit majoritari în zonă, așa cum se poate vedea din toponimele slave. A existat și o populație formată din vlahi romanizați, majoritatea au părăsit zona în trecut, deoarece bazinul Morava a fost principala cale de invazie a slavilor pentru atacurile lor asupra Imperiului Roman. Așezământul și-a câștigat importanța în perioada de domnie a țarului Lazăr, înainte de invazia otomană, când cetatea de pe Dealul Hisar a fost reconstruită. Între 1385 și 1387, în regiunea Toplica, a avut loc bătălia de la Pločnik, în care forțele sârbe ale prințului Lazăr Hrebeljanović  au învins armata otomană invadatoare a sultanului Murad I Hudavendighiar.
Mai târziu, Prokuplje a fost asediat cu succes de otomani în 1454 și în perioada de 423 de ani de stăpânire otomană numele locului a fostÜrgüp, Urcub sau Okrub. A făcut parte din Sangeacul Niš.
În timpul stăpânirii otomane în perioada cuprinsă între secolele XVI și XVII, importanța orașului a crescut (în mod similar cu alte orașe, cum ar fi Kruševac, Stalac și Leskovac). Prokuplje a prosperat prin legăturile sale comerciale cu Dubrovnik. În timpul Marelui Război Turc, la Prokuplje a avut loc o rebeliune masivă a sârbilor creștini care au venit în sprijinul trupelor austriece care avansau în zonă. Prokuplje a fost capturat de trupele austriece și de miliția sârbă în 1689, dar după contraofensiva otomană, a fost incendiat în timpul retragerii austriece în 1690, deși colonelul Antonije Znorić a dat alt ordin. Sârbii, care au sprijinit trupele austriece, după retragerea lor au început să emigreze din ce în ce mai mult din zonă, astfel că a rezultat o creștere a migrației albaneze musulmane în oraș, migrație uneori instigată de autoritățile otomane.

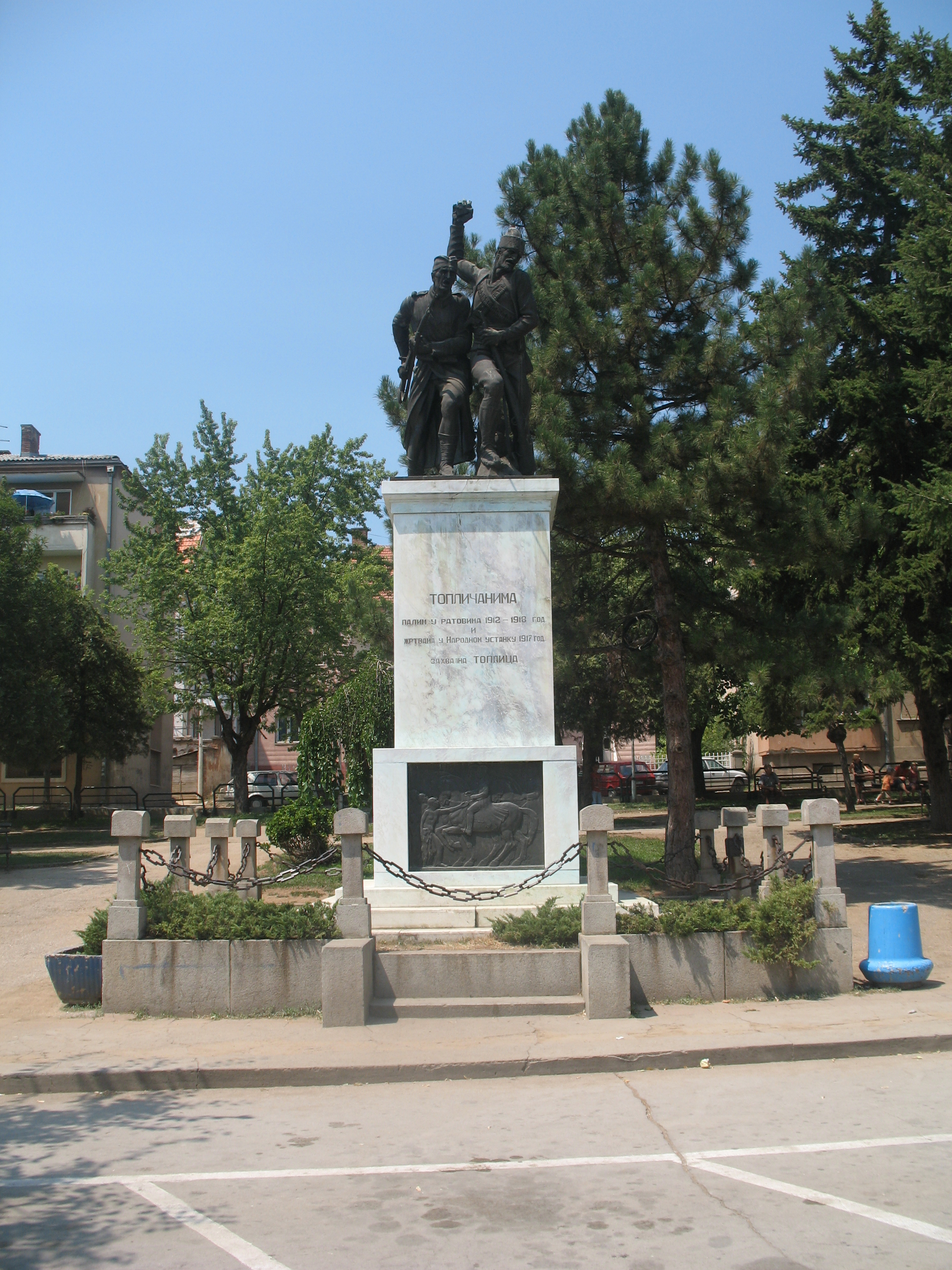
Monument în Prokuplje

Toponime precum Arbanaška și Đjake arată o prezență albaneză în regiunile Toplica și Morava de Sud (situată la nord-estul Kosovoului contemporan) care datează din epoca medievală. Părțile rurale ale văii Toplica și interiorul semi-montan alăturat în timpul guvernării otomanilor, au fost locuite de o populație compactă musulmană albaneză, în timp ce sârbii din acele zone locuiau în apropierea gurilor râului și a versanților montani și ambele popoare au locuit în alte regiuni ale bazinului râului Morava de Sud. În regiunea Toplica mai largă, Prokuplje a avut de asemenea o majoritate albaneză. În perioada 1877-1878, acești albanezi au fost expulzați de forțele sârbe într-un mod care astăzi ar putea fi caracterizat ca o purificare etnică. Prokuplje a fost capturat de forțele sârbe de la otomani la 19 decembrie 1877, la fel ca întreaga regiune Toplica în 1877, iar Congresul de la Berlin (1878) a recunoscut ulterior orașul și zona mai largă ca parte a Serbiei. 
Din 1929 până în 1941, Prokuplje a făcut parte din Banovina Morava din Regatul Iugoslaviei. În timpul Primului și celui de-Al Doilea Război Mondial, Prokuplje a fost distrus complet, dar în perioada postbelică a devenit un oraș industrial. 

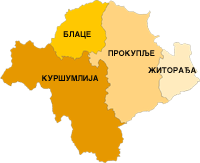
Localizare în raionul Toplica

În iunie 2018, Prokuplje a obținut statutul de oraș, împreună cu Bor.

### Descoperiri arheologice
În iulie 2008, o mare stațiune balneară romană a fost dezgropată. În octombrie 2008, arheologii sârbi de la Pločnik au găsit un topor de cupru despre care se crede că este cu 500-800 de ani mai vechi decât începutul real al epocii de cupru, ceea ce sugerează că utilizarea metalului de către oameni este mai veche decât se credea.

## Geografie
Comuna Prokuplje este situată între comunele Blace, Kuršumlija, Bojnik, Žitorađa, Merošina, Aleksinac și Kruševac. 

### Climat
Prokuplje are un climat mediteranean cu veri calde (clasificarea climatică Köppen: Cwb) care este asemănător cu un climat subtropical umed (clasificarea Köppen: Cfa). 
| Date climatice pentru Prokuplje | Date climatice pentru Prokuplje | Date climatice pentru Prokuplje | Date climatice pentru Prokuplje | Date climatice pentru Prokuplje | Date climatice pentru Prokuplje | Date climatice pentru Prokuplje | Date climatice pentru Prokuplje | Date climatice pentru Prokuplje | Date climatice pentru Prokuplje | Date climatice pentru Prokuplje | Date climatice pentru Prokuplje | Date climatice pentru Prokuplje | Date climatice pentru Prokuplje |
| Luna                            | Ian                             | Feb                             | Mar                             | Apr                             | Mai                             | Iun                             | Iul                             | Aug                             | Sep                             | Oct                             | Nov                             | Dec                             | Anual                           |
| ------------------------------- | ------------------------------- | ------------------------------- | ------------------------------- | ------------------------------- | ------------------------------- | ------------------------------- | ------------------------------- | ------------------------------- | ------------------------------- | ------------------------------- | ------------------------------- | ------------------------------- | ------------------------------- |
| Maxima medie °C (°F)            | 4.8 (40,6)                      | 7.2 (45)                        | 12.6 (54,7)                     | 18.8 (65,8)                     | 24.8 (76,6)                     | 27.2 (81)                       | 30.2 (86,4)                     | 29.0 (84,2)                     | 26.2 (79,2)                     | 19.2 (66,6)                     | 11.7 (53,1)                     | 6.0 (42,8)                      | 18,14 (64,66)                   |
| Media zilnică °C (°F)           | 1.8 (35,2)                      | 3.7 (38,7)                      | 8.2 (46,8)                      | 12.7 (54,9)                     | 18.3 (64,9)                     | 21.2 (70,2)                     | 22.6 (72,7)                     | 21.6 (70,9)                     | 19.7 (67,5)                     | 13.3 (55,9)                     | 9.6 (49,3)                      | 2.8 (37)                        | 12,96 (55,32)                   |
| Minima medie °C (°F)            | −2 (28,4)                       | −0.6 (30,9)                     | 3.2 (37,8)                      | 8.6 (47,5)                      | 12.8 (55)                       | 14.8 (58,6)                     | 18.2 (64,8)                     | 17.8 (64)                       | 14.7 (58,5)                     | 9.6 (49,3)                      | 5.9 (42,6)                      | −0.3 (31,5)                     | 8,56 (47,4)                     |
| Precipitații mm (inches)        | 76 (2.99)                       | 63 (2.48)                       | 52 (2.05)                       | 45 (1.77)                       | 38 (1.5)                        | 36 (1.42)                       | 29 (1.14)                       | 30 (1.18)                       | 38 (1.5)                        | 49 (1.93)                       | 60 (2.36)                       | 57 (2.24)                       | 573 (22,56)                     |
| Sursă: Climate-Data.org         |                                 |                                 |                                 |                                 |                                 |                                 |                                 |                                 |                                 |                                 |                                 |                                 |                                 |

## Date demografice
Conform recensământului oficial din 2011, orașul Prokuplje a avut 44.419 locuitori. În total, 61,5% din populația locuiește în mediul urban. Prokuplje are în medie 14.814 de gospodării cu o medie de 3.00 membri. 
Structura religiei în Prokuplje este predominant ortodoxă sârbă (41.494), cu minorități precum musulmani (289), atei (122), catolici (76) și alții.  Cea mai mare parte a populației vorbește limba sârbă (41.764). 
Compoziția populației în funcție de sex și vârstă medie este:
- Bărbați  - 22.056 (40.90 ani) și
- Femei - 22.363 (43,65 ani).

Un număr de 17.777 de cetățeni (mai mari de 15 ani) au studii medii (47,1%), în timp ce cei 5.002 de cetățeni au studii superioare (13,3%). Dintre cei cu studii superioare, 2.700 (7,2%) au studii universitare.

### Grupuri etnice
Cea mai mare parte a populației din Prokuplje este de etnie sârbă (92,16%). Compoziția etnică a orașului este: 
| Grup etnic   | Populație |
| ------------ | --------- |
| sârbi        | 40936     |
| rromi        | 2145      |
| muntenegreni | 113       |
| români       | 75        |
| macedoneni   | 74        |
| croați       | 35        |
| Gorani       | 24        |
| Alții        | 1017      |
| Total        | 44419     |

## Economie
Prokuplje are o economie slabă, cu majoritatea angajaților care lucrează în sectorul public. În 2009, Leoni Wiring Systems Southeast a deschis o fabrică în Prokuplje, unde s-au angajat aproximativ 1.750 de persoane din 2013.
Următorul tabel oferă o previzualizare a numărului total de persoane înregistrate angajate de persoane juridice după activitatea lor principală (în 2018):
| Activitate                                                                     | Total |
| ------------------------------------------------------------------------------ | ----- |
| Agricultură, silvicultură și pescuit                                           | 107   |
| Minerit si cariere                                                             | 1     |
| Fabricație                                                                     | 4575  |
| Alimentare cu energie electrică, gaz, abur și aer condiționat                  | 95    |
| Rezerva de apa; activități de canalizare, gestionare și remediere a deșeurilor | 353   |
| Construcții                                                                    | 364   |
| Comerț cu ridicata și cu amănuntul, reparații de autovehicule și motociclete   | 1441  |
| Transport și depozitare                                                        | 285   |
| Cazare și servicii alimentare                                                  | 290   |
| Informatie si comunicare                                                       | 96    |
| Activități financiare și de asigurare                                          | 96    |
| Activități imobiliare                                                          | 6     |
| Activități profesionale, științifice și tehnice                                | 265   |
| Activități de servicii administrative și de asistență                          | 101   |
| Administrație publică și apărare; securitate socială obligatorie               | 986   |
| Educație                                                                       | 795   |
| Asistență medicală și muncă socială                                            | 1184  |
| Arte, divertisment și recreere                                                 | 238   |
| Alte activități de servicii                                                    | 144   |
| Muncitori agricoli individuali                                                 | 204   |
| Total                                                                          | 11627 |

## Galerie

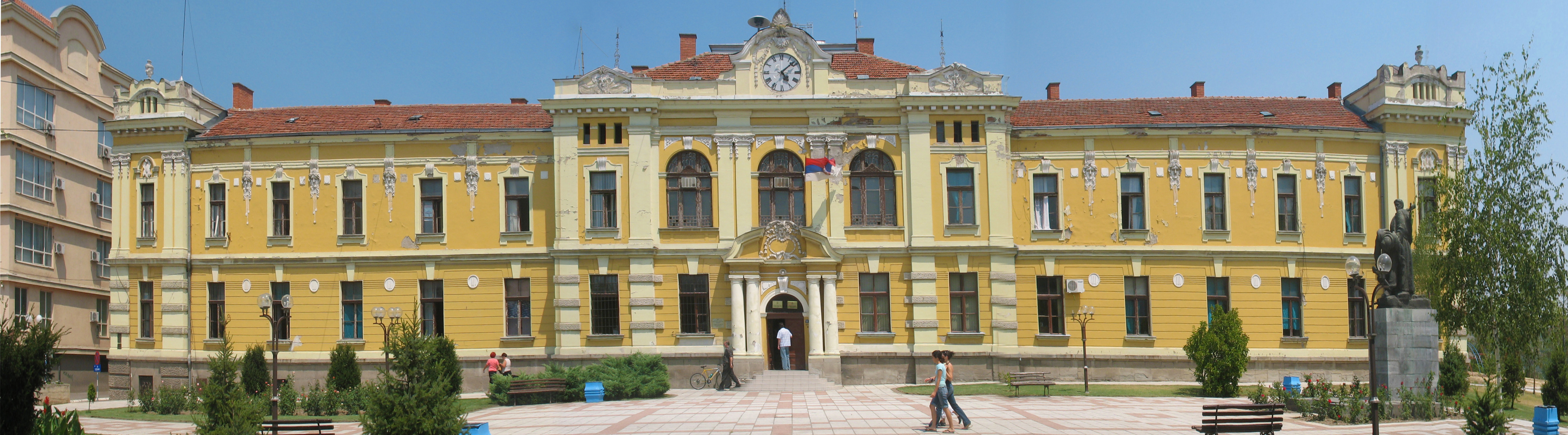
Primăria Prokuplje
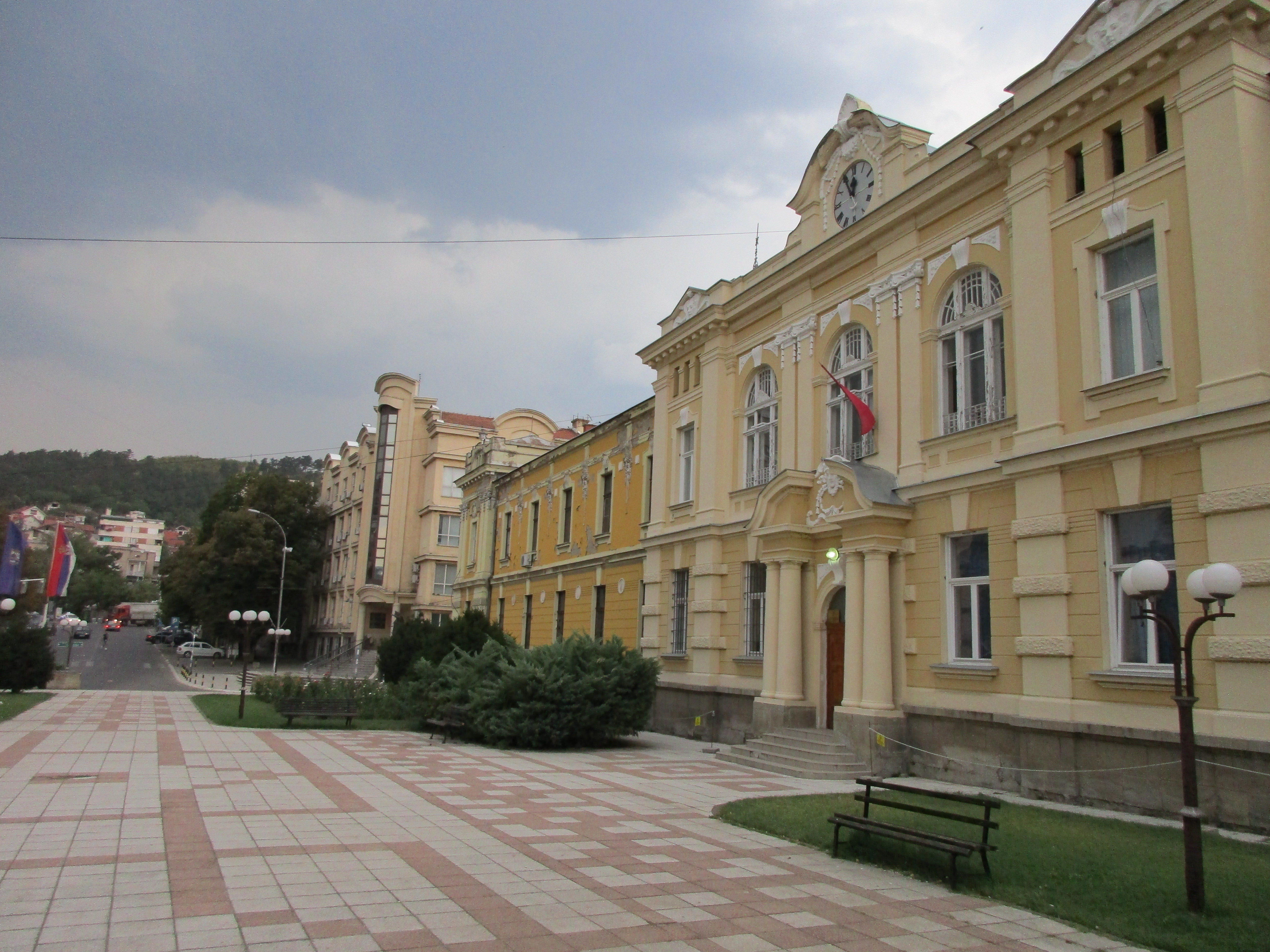
Primărie
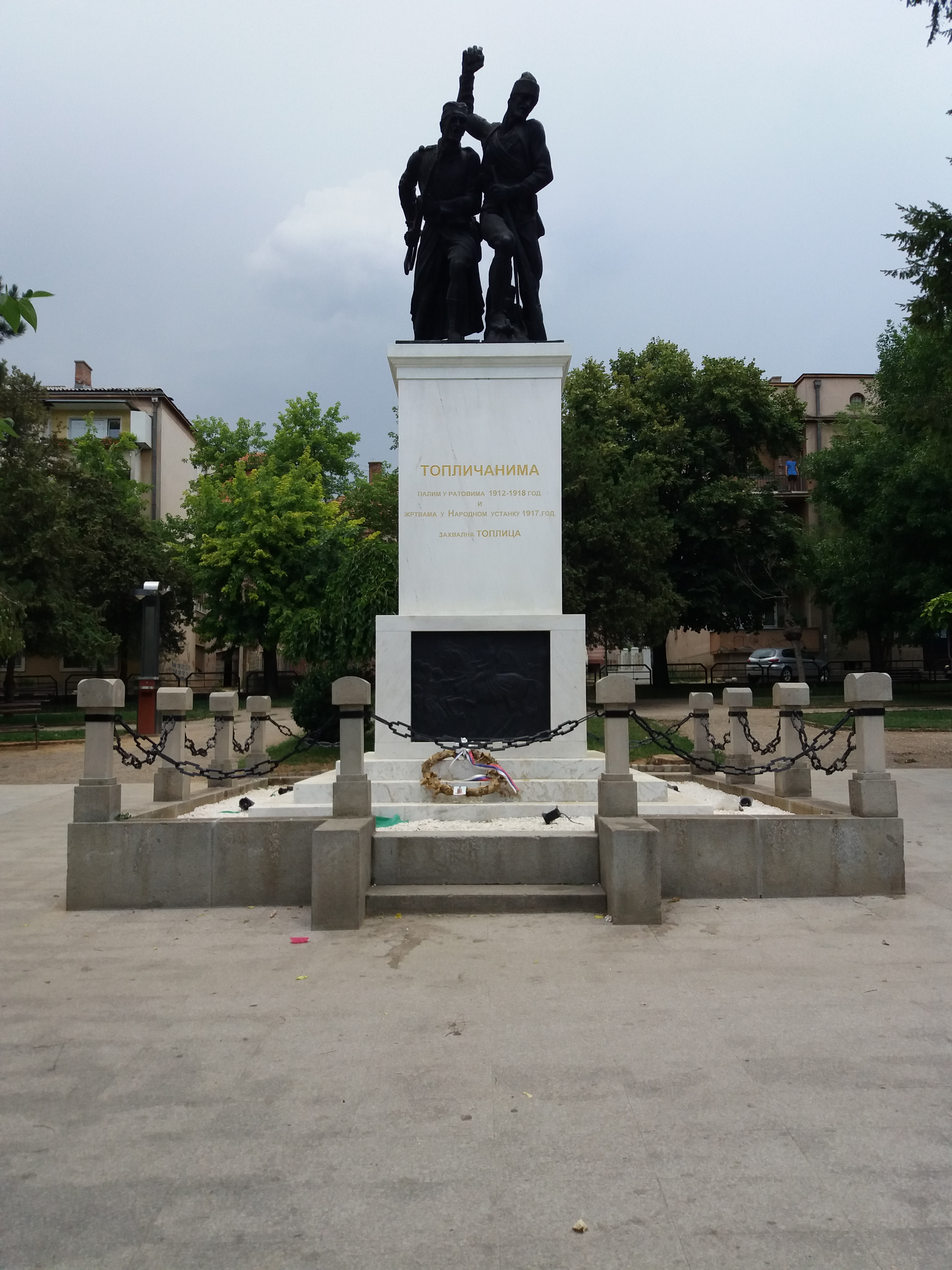
Monument din centrul oraș
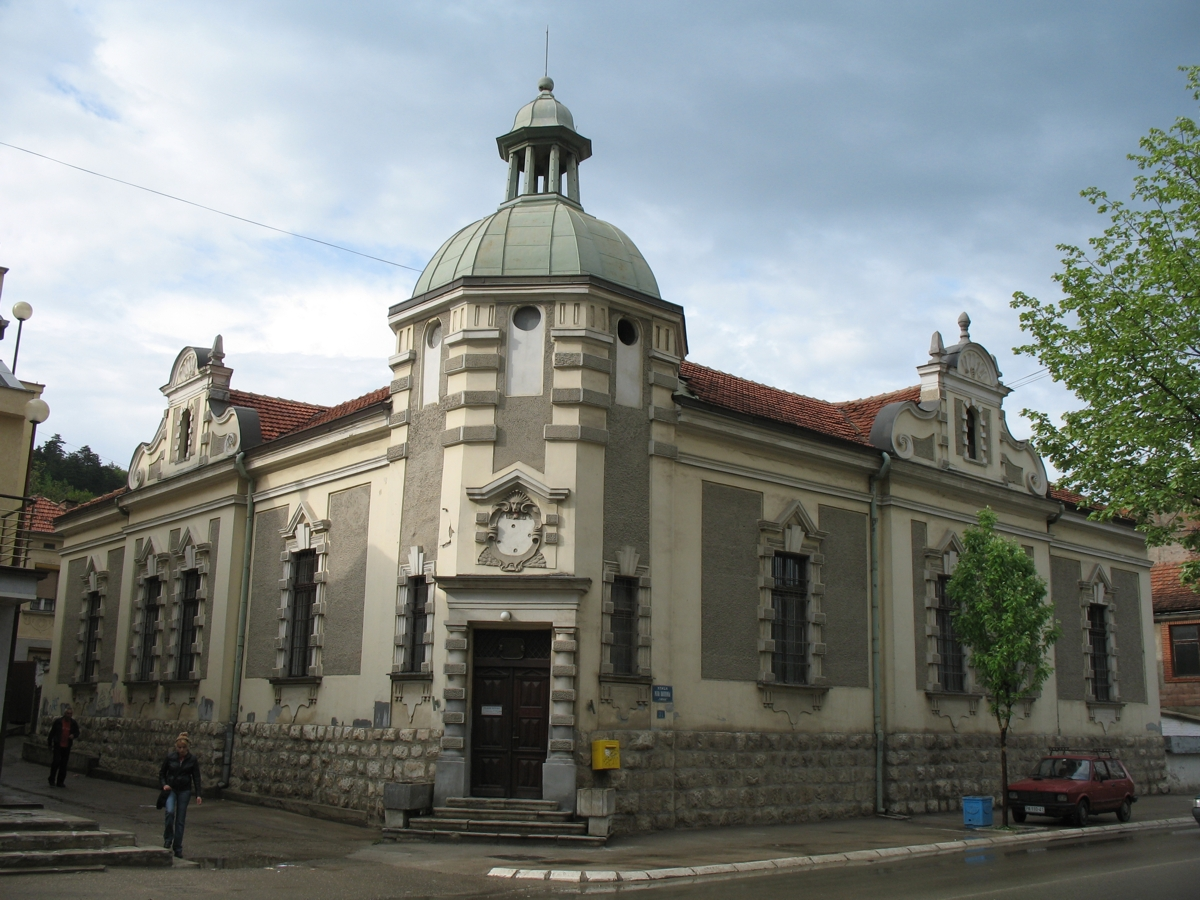
Muzeul național
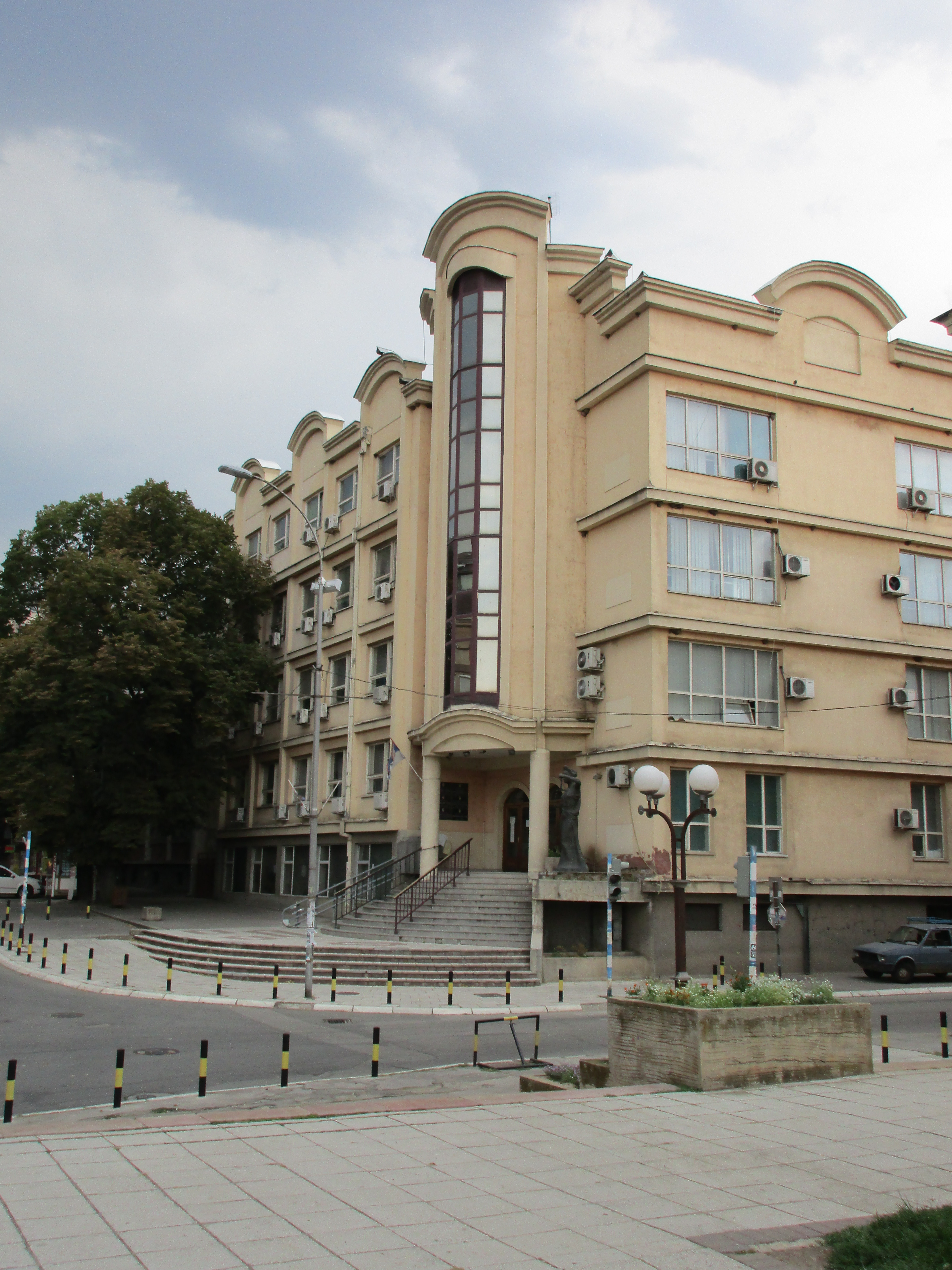
Tribunalul Orașului
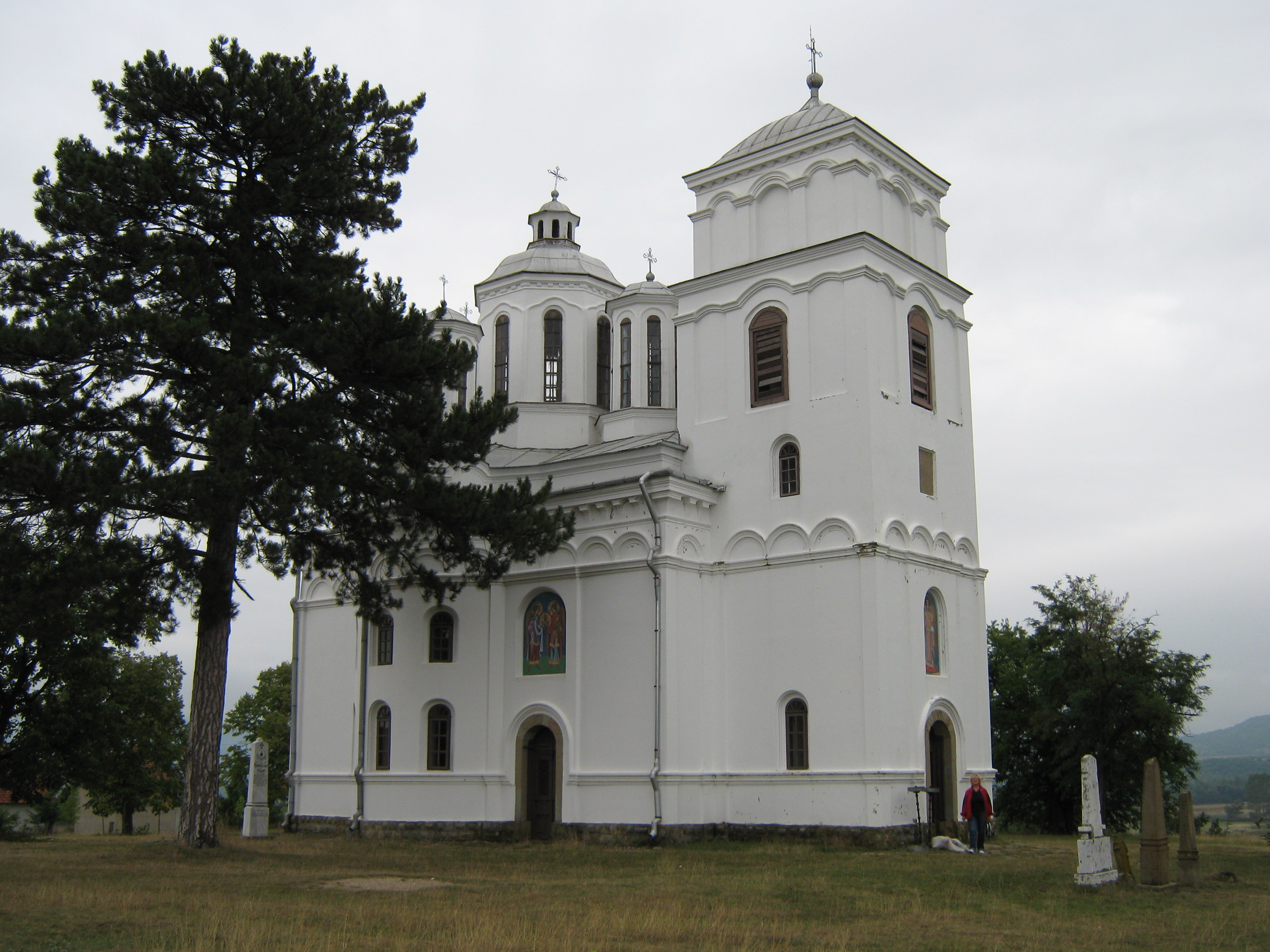
Biserica din Kondželj
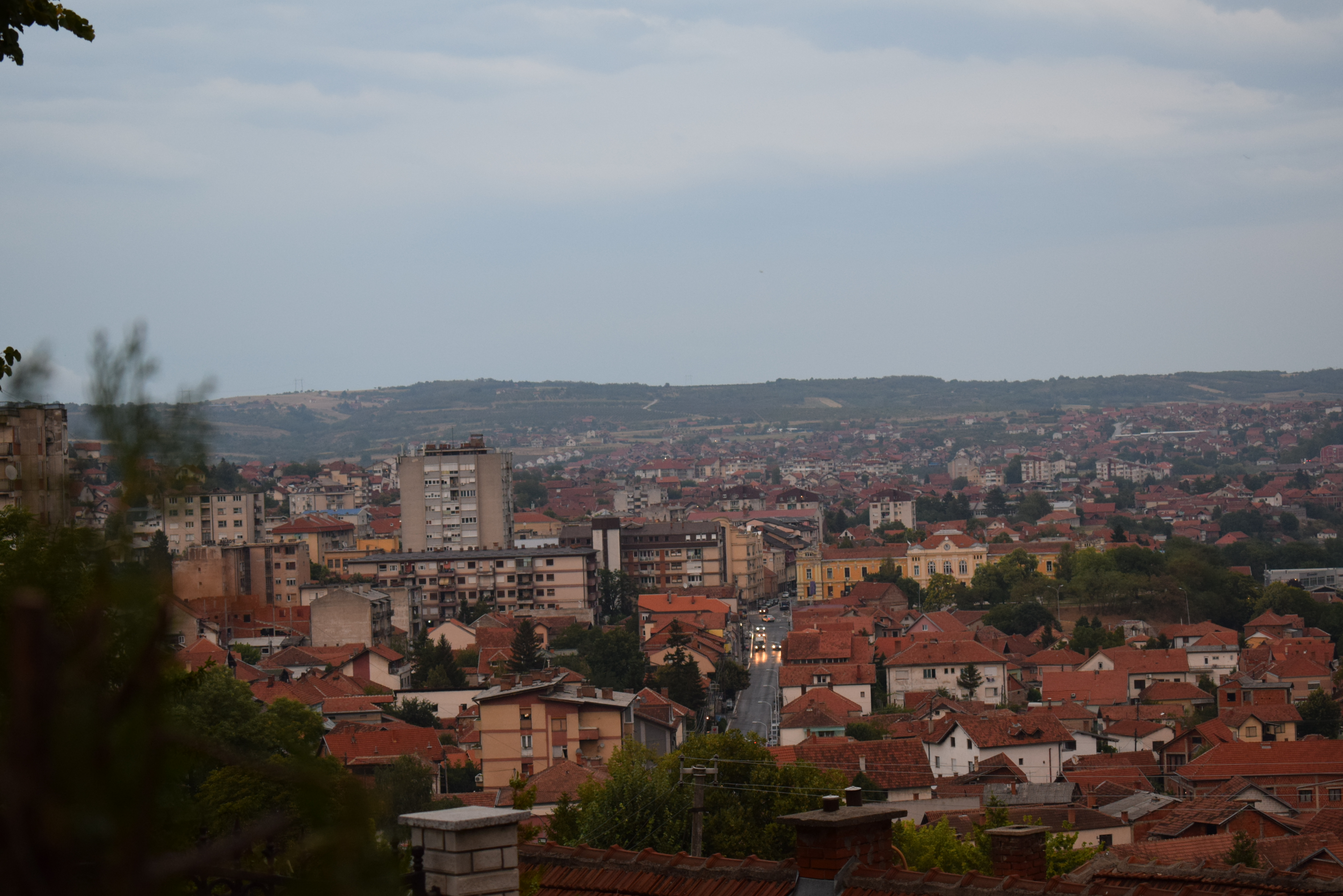
Panoramă a orașului
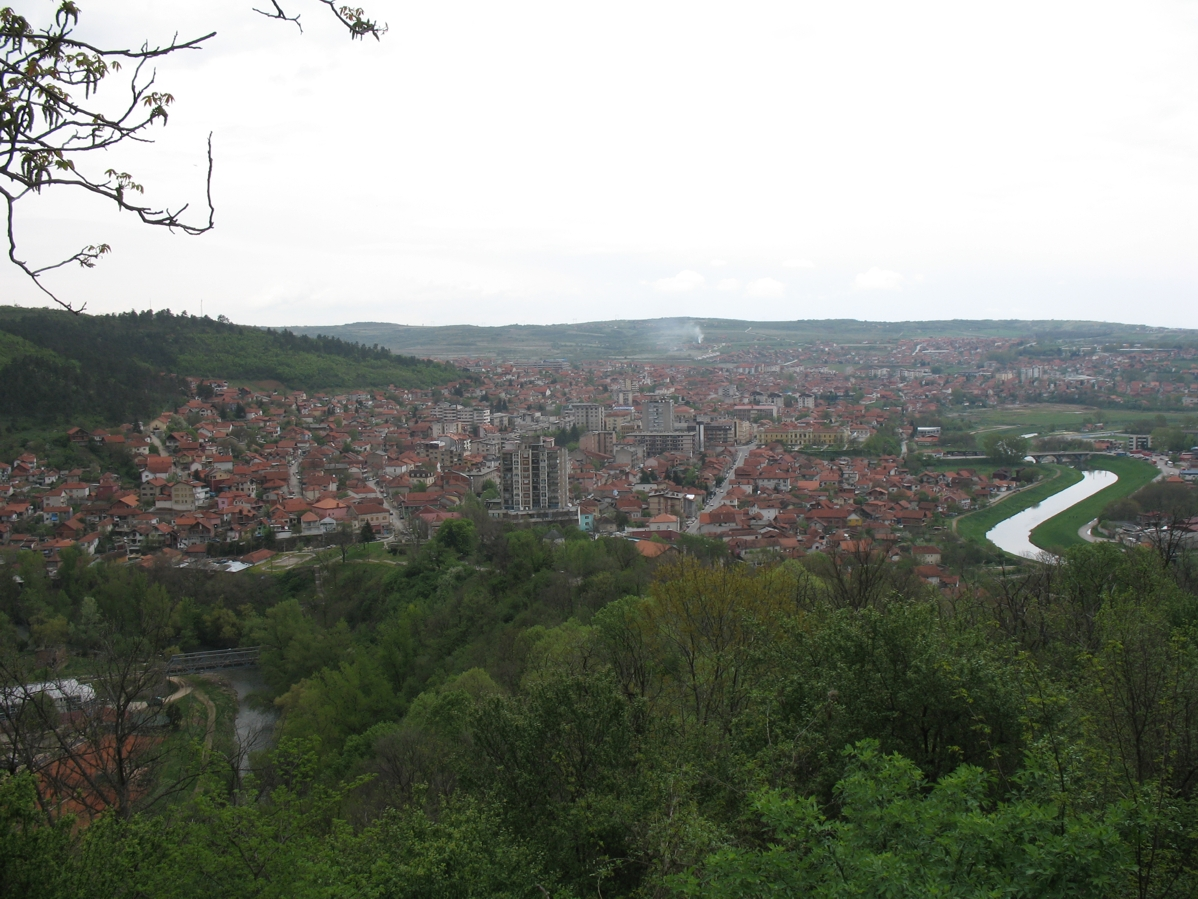
Panoramă a orașului
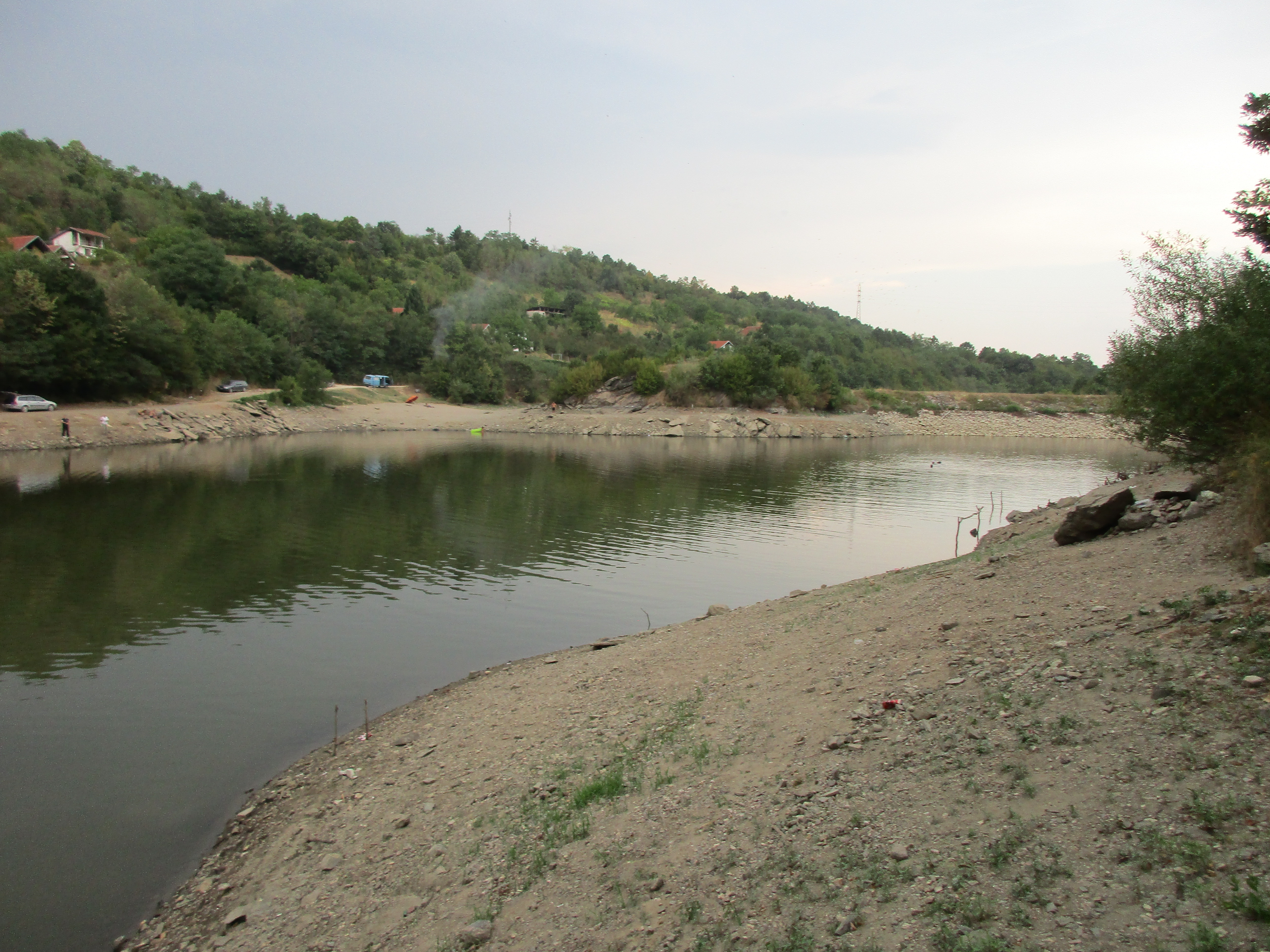
Lacul Rastovnica
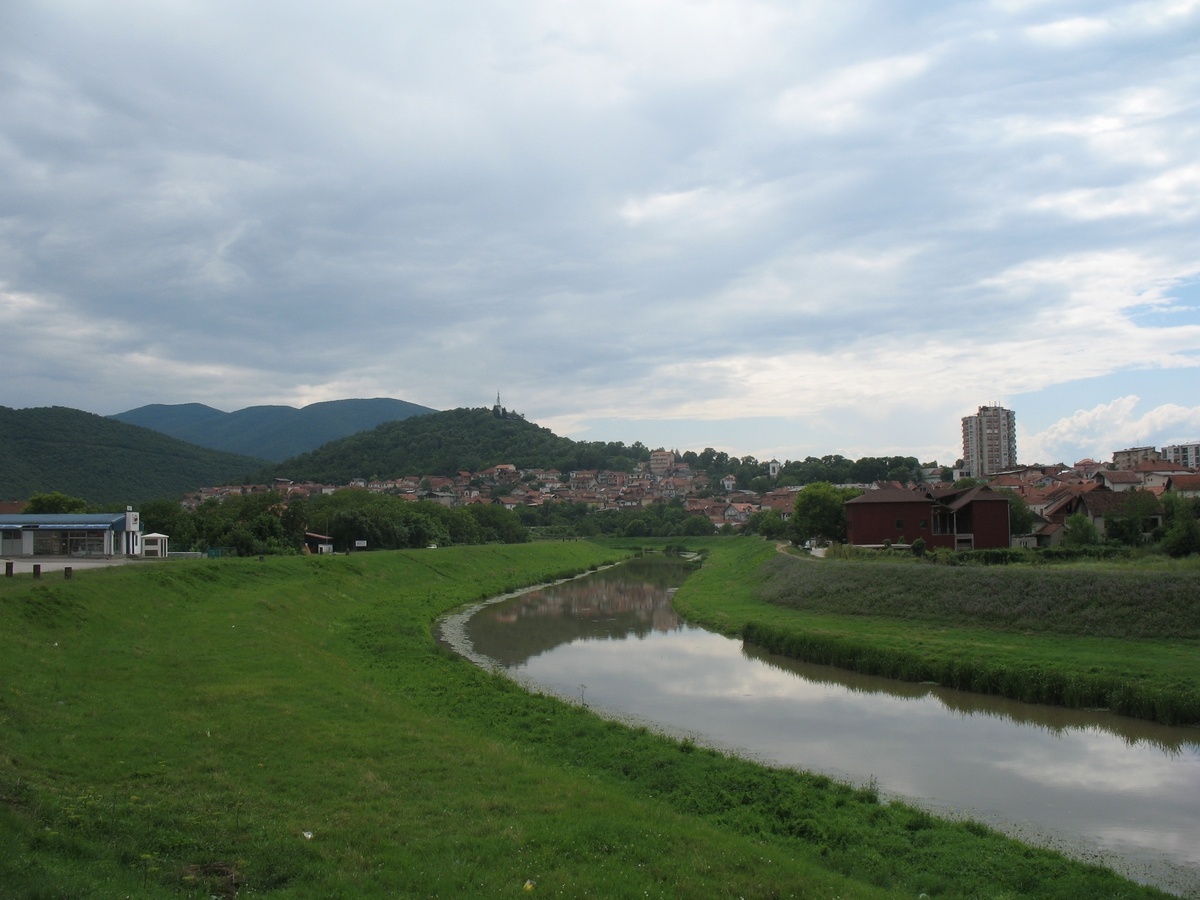
Râul Toplica

## Relății internaționale

### Orașe gemene - orașe surori
Prokuplje este înfrățit cu: 
- Yverdon-les-Bains, Elveția[33]
- Hemnes, Norvegia
- Montauban, Franța

## Persoane notabile

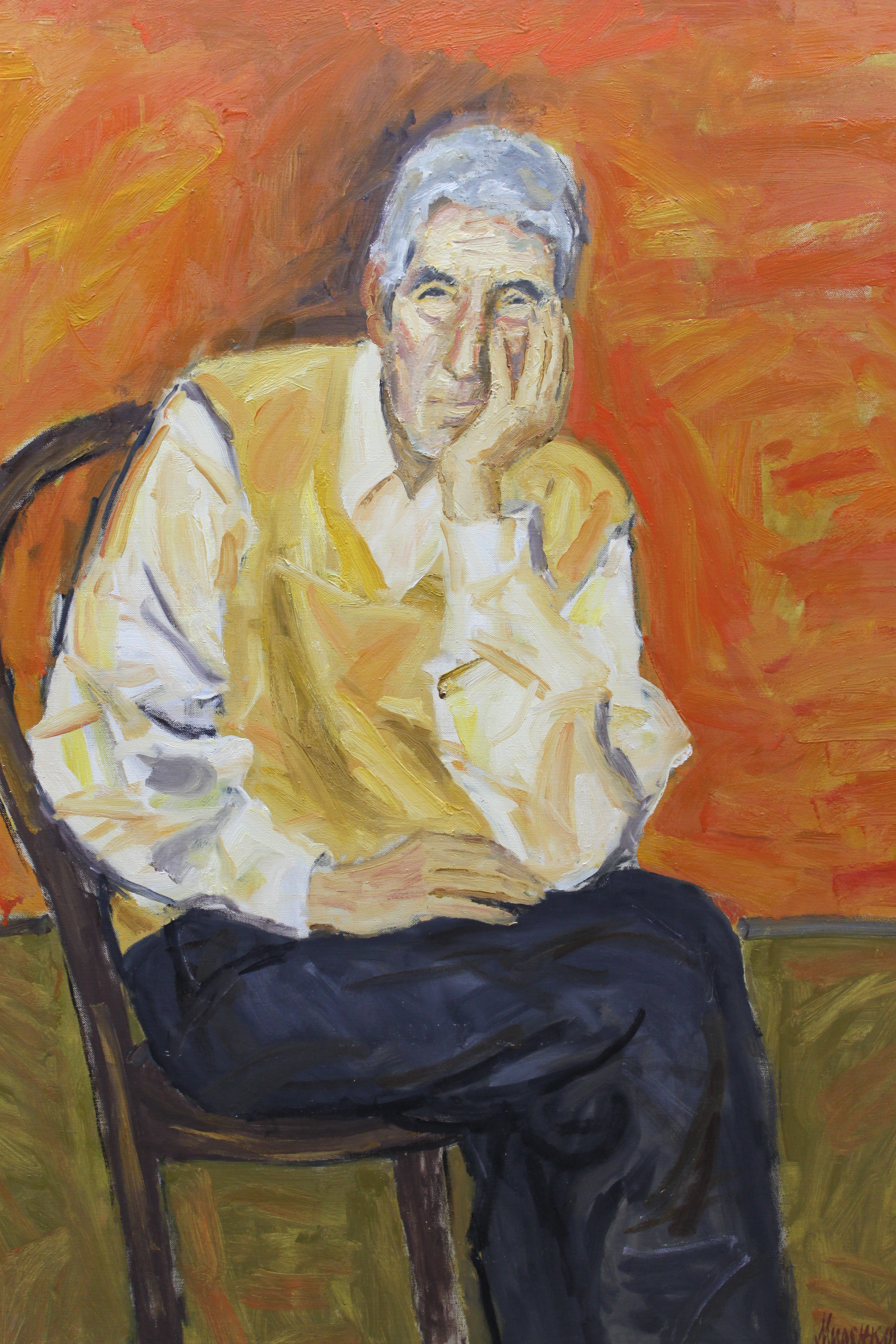
Radoslav Lale Milenković

- Mihajlo Kostić Pljaka (1933—2001), actor iugoslav și sârb,
- Radoslav Lale Milenković (1926-2014), pictor iugoslav și sârb,
- Boža Ilić (1919-1993), pictor iugoslav și sârb al realismului socialist,
- Pavle Milenković (1964), sociolog sârb,
- Petar Bjelica (1936—2004), consilier științific și proeminent expert iugoslav în dezvoltarea regional,
- Dragan Drobnjak (1941), sculptor și designer de sticlă sârb.